# Bistum Ekwulobia
Das Bistum Ekwulobia (lateinisch Dioecesis Ekvolubiensis, englisch Diocese of Ekvolubia) ist eine in Nigeria gelegene römisch-katholische Diözese mit Sitz in Ekwolubia im Bundesstaat Anambra.

## Geschichte
Das Bistum Ekwolubia wurde am 5. März 2020 durch Papst Franziskus aus Gebietsabtretungen des Bistums Awka errichtet und dem Erzbistum Onitsha als Suffraganbistum unterstellt. Zum ersten Bischof der neuen Diözese wurde der frühere Bischof von Ahiara, Peter Ebere Okpaleke, ernannt.